# 이시재
이시재(李時載, 1948년 1월 14일 ~ )는 대한민국 경상북도 출신의 환경운동가 및 사회학자이다. 환경운동연합 공동대표를 맡고 있으며 가톨릭대학교 사회학과 교수로 재직 중이다.

## 학력
- 1971년 서울대학교 문리과대학 사회학과 졸업
- 1977년 일본 도쿄대학교 대학원 사회학과 석사
- 1981년 일본 도쿄대학교 대학원 사회학과 박사

## 경력
- 1982년 ~ 현재: 성심여자대학교, 가톨릭대학 교수
- 2009년 3월 ~ 현재: 환경운동연합 공동대표
- 1996년 ~ 1997년: 시민환경연구소 소장
- 1994년 ~ 1997년: 환경사회정책연구소 이사, 환경운동연합 위원장
- 1989년 ~ 1994년: 가톨릭대학교 사회과학연구소장

## 기타
- 1994년에 배우 박지영과 함께 한국방송광고공사(현재의 한국방송광고진흥공사) 산하 기구인 공익광고협의회가 맑은 공기 보존을 주제로 제작한 텔레비전 공익광고에 출연했다. 그의 목소리는 엄주환 성우가 맡았다.
- 2010년 4대강 정비 사업에 반대하는 1인 시위를 진행하기도 했다.[1]

## 학위논문
- 韓國の傳統社會における社會的再生産機構の硏究

## 주요저서
- 환경사회학-환경, 에너지, 사회(Environment, Energy and Society), 사회비평사, 1995
- 사회발전을 향한 지방자치, 한울, 1994
- 지방화와 지구화 그리고 시민운동, 한울, 1994
- 韓國の環境社會學 東アジアの環境聯合の形成のために, 環境社會學硏究, 1995
- 현대일본의 새로운 사회운동의 "새로움"이란 무엇인가?, 경제와 사회, 1995
- 일본의 국제화와 시민운동, 지역연구, 1994
- 일본의 지역생활조직연구: 정내회활동을 중심으로, 지역연구, 1993
- 생태사회적 발전의 현장과 이론, 아르케, 2010, ISBN(10/13자리) 8958030976ㅣ9788958030973